# Vlag van Málaga (stad)

Vlag van Málaga

De vlag van de Spaanse gemeente Málaga bestaat uit twee even brede verticale banen in de kleuren violet en groen met in het midden het stadswapen. Het wapen toont de stad en haar beschermheiligen, Cyriacus en Paula. De schildzoom toont de insignes van de Spaanse koningen.